# Política exterior del gobierno de Nicolás Maduro

Posicionamiento internacional respecto a las elecciones presidenciales de 2024.
Venezuela
Reconocimiento/Felicitaciones
Desconocimiento/Petición de verificación
Sin declaraciones

Las relaciones exteriores de Venezuela durante el gobierno de Nicolás Maduro han significado, por una parte, una continuación de la política exterior de Hugo Chávez en el acercamiento a Cuba, Nicaragua, Rusia, Irán y China, y alejamiento de Israel, pero por otra parte, han estado marcadas por aislacionismo regional político para el país tras las rupturas de relaciones diplomáticas con gran parte del continente americano, incluyendo Argentina, Bolivia (restablecidas en 2020), Brasil (restablecidas en 2022), Chile, Colombia (restablecidas en 2022), Costa Rica, El Salvador, Estados Unidos, Guatemala, Honduras (restablecidas en 2022), Panamá, Paraguay (restablecidas en 2023), Perú, República Dominicana y Uruguay. En 2017 Venezuela anunció su salida de la Organización de los Estados Americanos (OEA), durante la crisis institucional de ese año. 

En verde, países que han sancionado económicamente a Venezuela.

Desde 2024 China y Rusia, junto a una parte de la comunidad internacional, reconocen el tercer período de Nicolás Maduro como presidente, mientras que otra, especialmente países de Latinoamérica y Occidente, ha pedido auditorías de las elecciones presidenciales de 2024 y no han reconocido a Maduro mientras no se publiquen las actas de votación, tras las denuncias de fraude electoral de la oposición. Por su parte, Argentina, Costa Rica, Ecuador, Estados Unidos, Panamá, Perú y Uruguay reconocen como ganador de las elecciones presidenciales a Edmundo González Urrutia tras los resultados contrastados por la PUD al CNE.
Actualmente hay una disputa territorial de la Guayana Esequiba con Guyana que ha traído tensiones en la frontera entre ambos países debido a los proyectos de explotación petrolífera guyanesa en aguas reclamadas por Venezuela, incrementadas tras el controversial referéndum consultivo de Venezuela en 2023 y la Ley Orgánica para la Defensa de la Guayana Esequiba de 2024. 
Durante la crisis presidencial de 2019-2023 entre Nicolás Maduro y Juan Guaidó, entonces presidente de la Asamblea Nacional, la Asamblea nombró a Guaidó presidente interino en 2019, tras un juicio político contra Maduro en 2017 donde se le declaró en «abandono del cargo», siendo Guaidó reconocido inicialmente por 60 países como presidente legítimo hasta 2023, cuando se exilió en Estados Unidos. 
Los cancilleres del gobierno han sido Elías Jaua, Rafael Ramírez Carreño, Delcy Rodríguez, Samuel Moncada, Jorge Arreaza, Félix Plasencia, Carlos Faría e Yván Gil, actual encargado del Ministerio del Poder Popular para Relaciones Exteriores.

## Cancilleres
Según los historiadores rusos Dmitry Rozental y Víctor L. Jeifets: «(En 2013) para los bolivarianos fue indispensable, en la situación cambiada, enmendar los criterios diplomáticos» y para esto «parecía que el primer paso por esa vía fue el nombramiento, en septiembre de 2014, de un funcionario de influencia como Ministro de Asuntos Exteriores, el extitular de la industria petrolera y presidente de la Compañía estatal del Petróleo y de Gas, PDVSA, Rafael Ramírez, conocido por un enfoque pragmático con respecto a la solución de los problemas que afronta el país». Sin embargo, «la influencia de R. Ramírez como ministro de la industria petrolera y presidente de la PDVSA era tan grande que, el traslado del funcionario a la labor diplomática debilitó indudablemente sus capacidades administrativas». Tras esto, vino «Delcy Rodríguez, una funcionaria menos prestigiosa, pero leal al jefe de Estado, conduciría al repliegue de la reforma de la política exterior del país».

## América

### Argentina

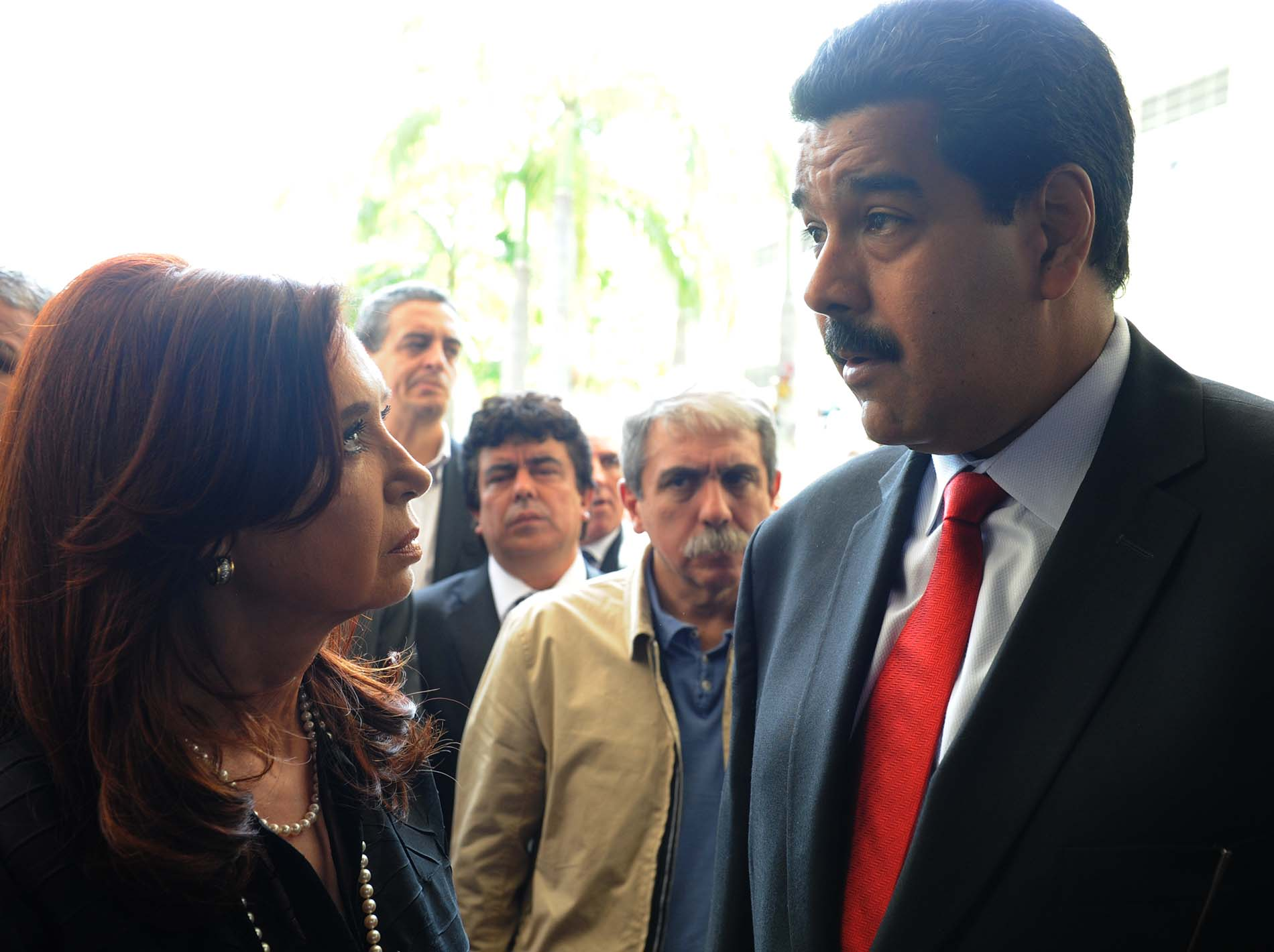
Cristina Fernández de Kirchner y Nicolás Maduro en el funeral de Chávez.

En diciembre de 2023 se dio a conocer que el gobierno de Javier Milei no designaría un embajador en Venezuela. Milei no invitó a Maduro a su toma de posesión.
Después de que un avión venezolano Boeing 747 en Buenos Aires fuera decomisado y entregado a Estados Unidos en 2024 debido a que, según el Departamento de Justicia de Estados Unidos había sido vendido por la compañía iraní Mahan Air, que estaba sancionada por la justicia estadounidense, Maduro declaró en televisión el 15 de febrero de 2024 que «el bandido de Milei se robó el avión de Venezuela» y que «se las da de loco o es loco o las dos cosas a la vez».
El 18 de julio de 2024 Nicolás Maduro llamó «malparido» a Javier Milei y lo acusó de estar implicado en una supuesta trama para suspender las elecciones presidenciales. Un día después, la Cancillería argentina comunicó a la Corte Penal Internacional (CPI) el reingreso de Argentina en el juicio sobre derechos humanos en el país debido al «deterioro de la situación política y de derechos humanos en Venezuela». El 22 de julio el vocero presidencial argentino, Manuel Adorni, declaró: «Maduro es un personaje que se ha transformado en un, o siempre lo ha sido, dictador».
El 23 de julio de 2024 el expresidente peronista Alberto Fernández confirmó su participación como observador electoral, declarando que se reuniría con dirigentes de la oposición para «escuchar sus preocupaciones» y reiteró «si (Nicolás Maduro) es derrotado, lo que tiene que hacer es aceptarlo». Al día siguiente Fernández confirmó que le habían cancelado la invitación, puesto que sus palabras «causaban molestias y generaban dudas sobre mi imparcialidad»; Fernández protestó la decisión y criticó que su opinión coincidía con las críticas del presidente brasileño Lula Da Silva a las declaraciones de Maduro sobre un «baño de sangre» tras una eventual derrota electoral. El presidente chileno Gabriel Boric lo respaldó.
Tras las elecciones presidenciales, la Cancillería argentina emitió un comunicado ese día junto a los cancilleres de Costa Rica, Ecuador, Panamá, Paraguay, Perú y Uruguay, pidiendo garantías de que el gobierno respetaría el resultado de las elecciones. El presidente Milei declaró «Dictador Maduro, afuera», estableciendo que «Argentina no va a reconocer otro fraude» y pidió «que las Fuerzas Armadas esta vez defiendan la democracia y la voluntad popular». El expresidente Mauricio Macri dijo «Maduro debe dejar el poder. Ahora las Fuerzas Armadas de Venezuela tienen la oportunidad de ponerse del lado correcto de la historia».
Pedro Urruchurtu, un asilado político en la embajada argentina en Venezuela denunció un asedio de encapuchados a la residencia del embajador aquel día, donde hay cinco disidentes más del gobierno de Maduro asilados. El mismo día, en Argentina, la embajadora venezolana Stella Lugo acusó a de «injerencista» a la ministra de Seguridad, Patricia Bullrich, tras su apoyo a los migrantes venezolanos que votaban y esperaban los resultados de las elecciones presidenciales el 28 de julio.
El 29 de julio el gobierno de Maduro ordenó la expulsión del país del personal diplomático de la Embajada argentina en Venezuela, acusándolo de intervencionismo tras los comunicados del gobierno de Milei en torno al desconocimiento de los resultados ofrecidos por Elvis Amoroso en nombre del CNE tras la denuncia de fraude hecha por la oposición; luego cortó la luz y el agua en la embajada. La cancillería argentina condenó el «hostigamiento» a su embajada. La Internacional Socialista condenó la expulsión del cuerpo diplomático argentino y el presidente Lula le reiteró a Maduro que garantizar la seguridad de la embajada era su responsabilidad. Los cancilleres de Argentina y Brasil acordaron que el gobierno de Lula se hiciera cargo de los intereses de Argentina en Venezuela, incluyendo su embajada, a partir del 1 de agosto.
Tras la sentencia del TSJ el 22 de agosto avalando la victoria de Nicolás Maduro para su tercer periodo, los gobiernos de Argentina, Chile, Costa Rica, Ecuador, Estados Unidos, Guatemala, Panamá́, Paraguay, Perú, República Dominicana y Uruguay emitieron un comunicado al día siguiente rechazando la sentencia. Ese día un empleado venezolano de la embajada argentina fue detenido por el Sebin y liberado al día siguiente tras gestiones diplomáticas.
El gobierno de Nicolás Maduro informó en un comunicado que Venezuela se vio «obligada» a tomar la decisión de revocar el permiso de Brasil por supuestas «actividades terroristas» e «intentos de magnicidio contra Nicolás Maduro».

### Bolivia

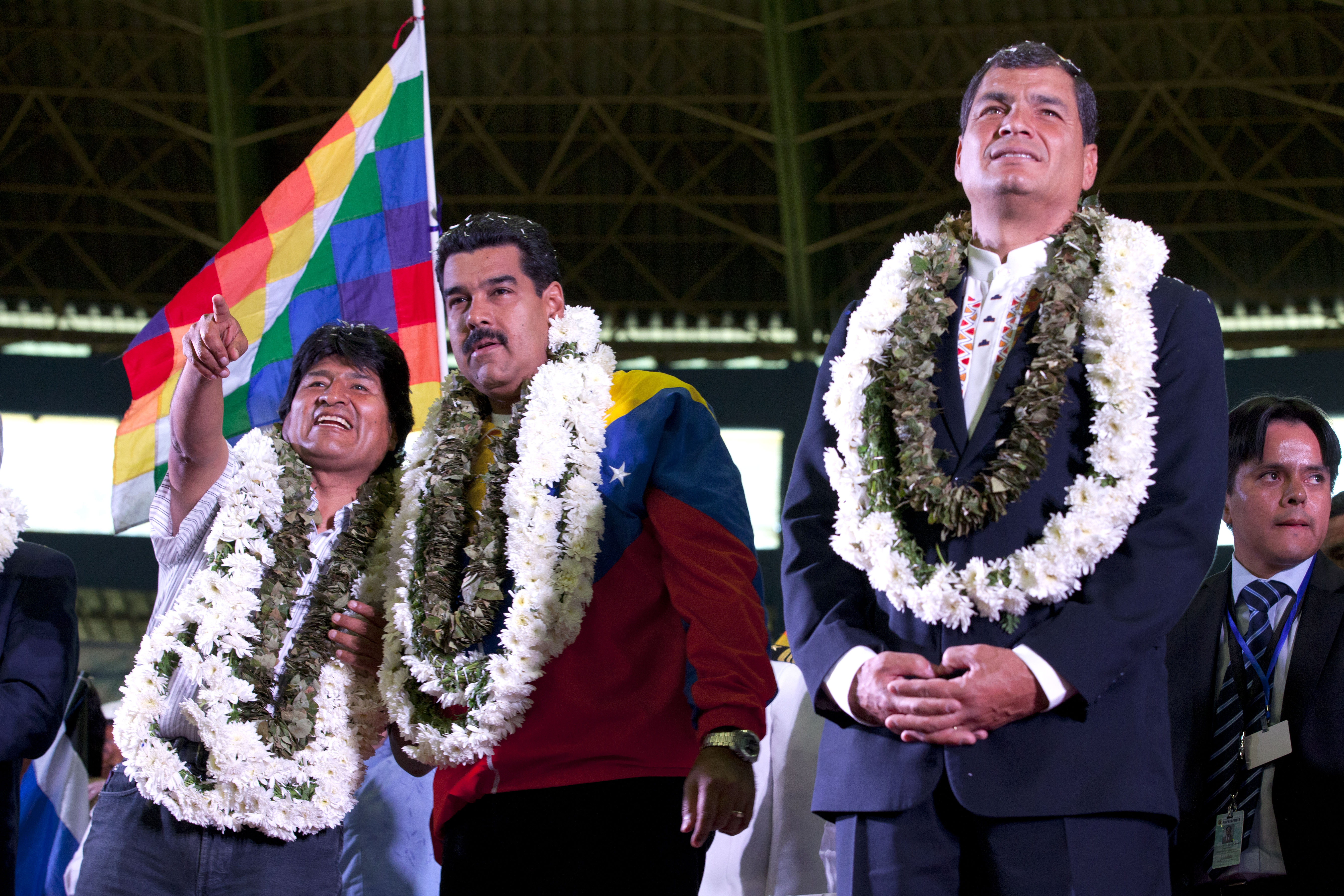
Evo Morales, Nicolás Maduro y Rafael Correa.

La presidenta Jeanine Áñez anunció la ruptura de relaciones con Venezuela en 2019. Las relaciones fueron restablecidas al año siguiente tras la llegada de Luis Arce a la presidencia.
Al expresidente Jorge Quiroga, quien iba a ser observador internacional en las elecciones presidenciales de 2024, le fue impedido viajar al país desde Panamá el 26 de julio de ese año, bloqueando el espacio aéreo venezolano a su avión, donde iban otros expresidentes latinoamericanos y demás pasajeros corrientes. El gobierno de Luis Arce reconoció a Nicolás Maduro como ganador de las elecciones, felicitándolo.

### Brasil

#### Gobierno de Michel Temer

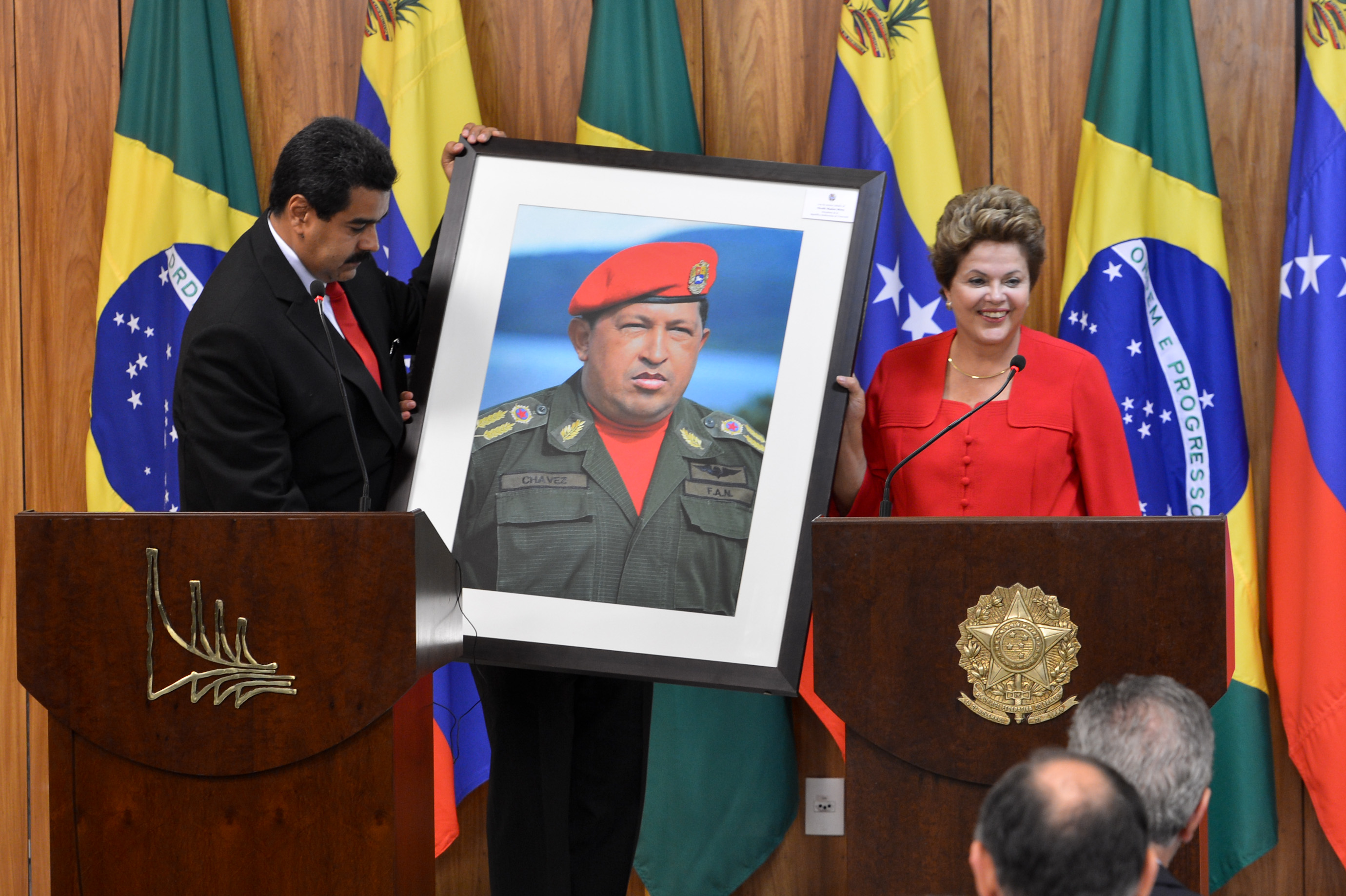
Nicolás Maduro le obsequia a Dilma Rousseff un cuadro de Chávez.

El 13 de mayo de 2016 Nicolás Maduro calificó el proceso de destitución de Dilma Rousseff como un «golpe de Estado», lo que deterioró sus relaciones con el gobierno de Temer. Según los historiadores rusos Dmitry Rozental y Víctor L. Jeifets, tras la salida de Dilma «Caracas se vio privado de un socio tradicional, capaz de fungir de intermediario entre el país y los EE.UU.».

#### Gobierno de Jair Bolsonaro
El gobierno de Jair Bolsonaro reconoció a Juan Guaidó como presidente, rompiendo relaciones con el gobierno de Maduro en 2019.

#### Gobierno deLulaDa Silva

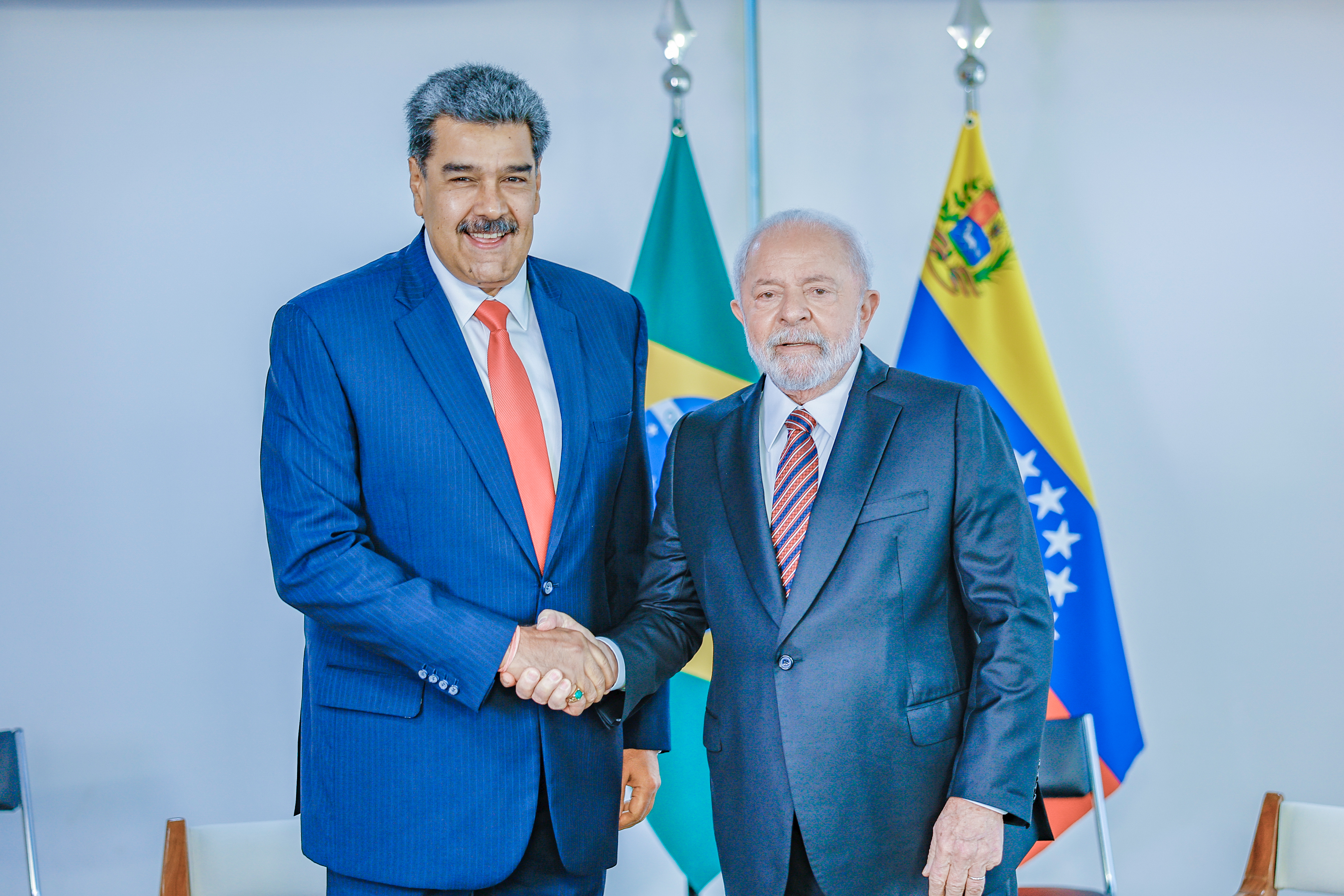
Nicolás Maduro y Lula Da Silva en 2023.

Las relaciones fueron restablecidas con Venezuela en 2022 tras la vuelta de Lula Da Silva a la presidencia. Lula invitó a Maduro a su toma de posesión, sin embargo, Maduro no asistió finalmente.
En marzo de 2024 la Cancillería brasileña emitió un comunicado que decía que seguía con «preocupación» el desarrollo del proceso electoral venezolano, denunciando que «al candidato postulado por la Plataforma Unitaria, fuerza política de oposición, sobre la cual no hubo decisiones judiciales, se le impidió registrarse» y que eso «no es compatible» con el cumpliendo de los acuerdos de Barbados.
A vísperas de la campaña presidencial de 2024, después de que Maduro hablara de un «baño de sangre» y una «guerra civil» en el país si perdía, Lula declaró: «Me asusté con la declaración de Maduro de que si pierde habrá un baño de sangre; cuando pierdes, te vas». El presidente chileno Gabriel Boric y el expresidente argentino Alberto Fernández respaldaron sus dichos.
El gobierno de Lula no ha reconocido los resultados de las elecciones presidenciales venezolanas, esperando a que estén verificadas las actas, pidiendo a la misión de la ONU y al Centro Carter investigar las acusaciones de fraude emitidas por la oposición tras éstas. Después del deterioro de las relaciones entre Argentina y Venezuela, los cancilleres de Argentina y Brasil acordaron que el gobierno de Lula se hiciera cargo de los intereses de Argentina en Venezuela, incluyendo su embajada y seis opositores asilados, a partir del 1 de agosto.
El 15 de agosto, Lula sugirió en vano al gobierno de Maduro y a la oposición repetir las elecciones con mayor observación internacional imparcial o gobernar juntos en un gobierno de coalición. El 24 de agosto los gobiernos de Brasil y Colombia publicaron un comunicado conjunto que la credibilidad del proceso electoral «sólo podrá restablecerse mediante la publicación transparente de datos desglosados y verificables»  y pidieron a Estados Unidos el levantamiento de las sanciones económicas.

### Chile
Entre 2018 y 2023 Chile no designó ningún embajador en Venezuela, hasta que el presidente Gabriel Boric designó a Jaime Gazmuri en mayo de 2023. Boric ha pedido a Estados Unidos y la Unión Europea el levantamiento de las sanciones económicas a Venezuela. Boric se mostró en contra de la afirmación del presidente brasileño Lula Da Silva, quien dijo en mayo de 2023 que «el autoritarismo (en Venezuela) es una (construcción) narrativa», diciendo «He tenido la oportunidad de ver (esa realidad) en los ojos y en el dolor de cientos de miles de venezolanos que hoy en día están en nuestra patria y que exigen también una posición firme y clara».
Tras el secuestro y asesinato del exmilitar venezolano Ronald Ojeda, disidente político asilado en Chile en febrero de 2024, las relaciones entre ambos países se deterioraron. El fiscal chileno, Héctor Barros, determinó en abril hasta ahora el único móvil posible es político debido al perfil de la víctima, un activo disidente. Declaró sospechosos a Walter Rodríguez, cuya huella dactilar se encontró en el teléfono móvil de Ojeda y Maickel Villegas, quien un mes antes del homicidio del exteniente, sacó a su familia de Chile. En junio, el fiscal venezolano Tarek William Saab calificó el crimen como una «operación de falsa bandera», palabras que fueron calificadas por el canciller Alberto van Klaveren como «inaceptables».
Tras las declaraciones de Nicolás Maduro a vísperas de las elecciones presidenciales sobre la posibilidad de un «baño de sangre» en el país si perdía las elecciones, Gabriel Boric declaró: «No se puede amenazar bajo ningún punto de vista con baños de sangre», pidiendo respetar la soberanía popular. Después de las elecciones, Boric no reconoció los resultados electorales que daban ganador a Maduro, por ser «difíciles de creer», pidiendo transparencia de las actas y el proceso electoral. El 29 de julio el gobierno de Maduro ordenó la expulsión del país del personal diplomático de la Embajada chilena en Venezuela, acusándolo de intervencionismo tras los comunicados del gobierno de Boric. La Internacional Socialista condenó la expulsión del cuerpo diplomático chileno. Tras la sentencia del TSJ el 22 de agosto avalando la victoria de Nicolás Maduro para su tercer periodo, Boric declaró que «Hoy el TSJ de Venezuela termina de consolidar el fraude. El régimen de Maduro obviamente acoge con entusiasmo su sentencia que estará signada por la infamia» y matizó que «la dictadura de Venezuela no es la izquierda».

### Colombia

#### Gobierno de Juan Manuel Santos
En 2014 el gobierno de Nicolás Maduro acusó al gobierno de Juan Manuel Santos de estar detrás de las protestas de ese año. 

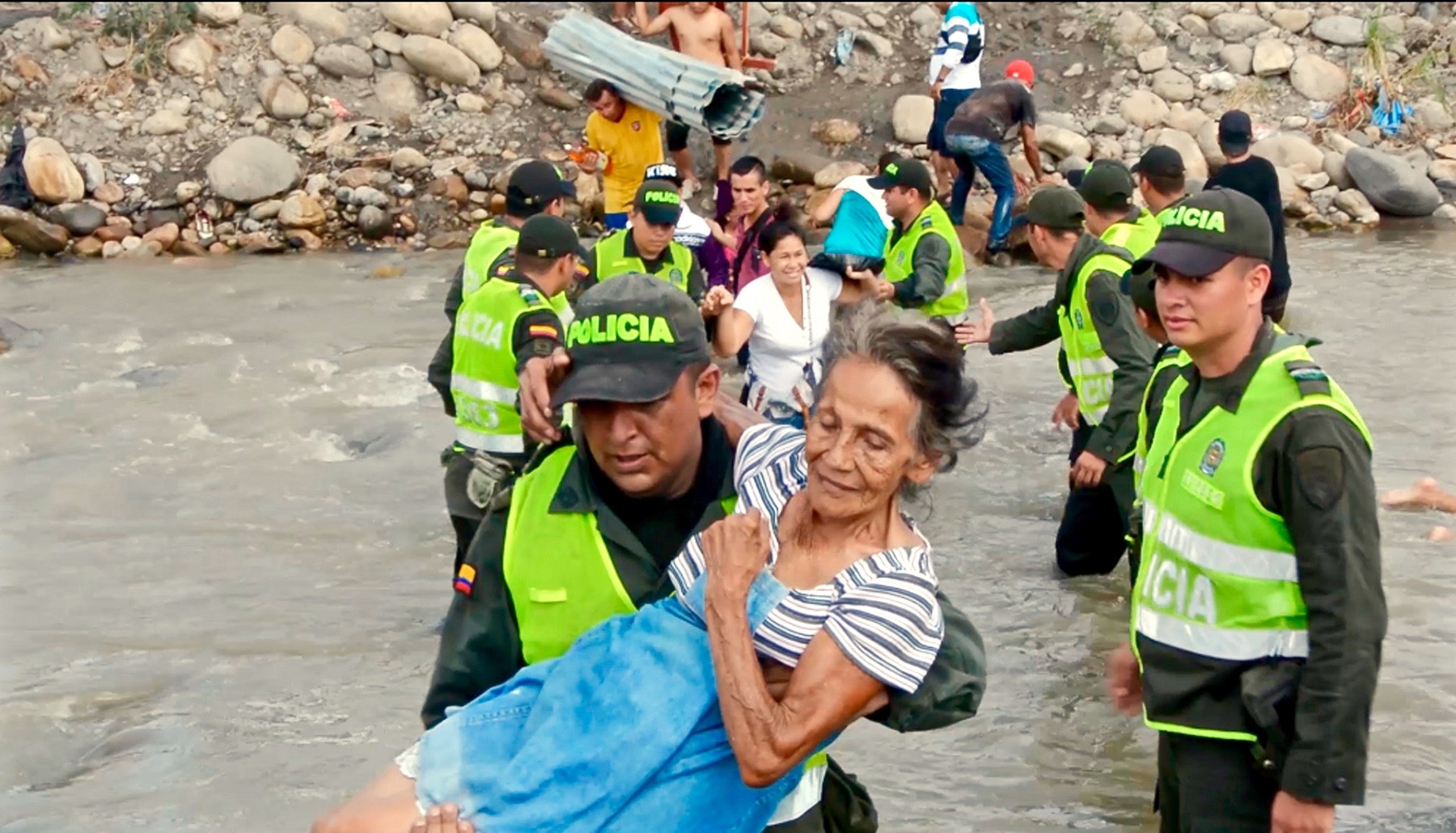
Un anciano refugiado colombiano transportado por la Policía Nacional de Colombia a través del río Táchira desde Venezuela a Colombia.

En 2015 el gobierno respondió al asesinato de tres soldados venezolanos en la frontera con Colombia estableciendo un Estado de excepción, donde se expulsó a 1012 colombianos y capturó a 10 presuntos paramilitares de ese país, según declaraciones del entonces gobernador José Vielma Mora, con estimaciones de unos 20.000 colombianos indocumentados desplazados por las políticas del gobierno para asegurar el control de la frontera.
En 2018 el gobierno de Nicolás Maduro acusó al gobierno de Juan Manuel Santos de estar detrás del atentado de ese año contra él.

#### Gobierno de Iván Duque
Venezuela y Colombia rompieron relaciones diplomáticas en febrero de 2019, después de que Colombia reconociera a Juan Guaidó como presidente. Venezuela les dio 24 horas para que abandonaran el país.

#### Gobierno de Gustavo Petro
Las relaciones entre ambos países fueron restablecidas en 2022 tras la llegada de Gustavo Petro a la presidencia.
En marzo de 2024 la Cancillería de Colombia declaró «preocupación» por las «dificultades que enfrentaron sectores mayoritarios de la oposición» para postular a sus candidatos, en referencia a Corina Yoris. El canciller Yván Gil le respondió «Empujada por la necesidad de complacer los designios del Departamento de Estado de los E. E. U. U., la Cancillería colombiana da un paso en falso y comete un acto de grosera injerencia en asuntos que solo le competen a los venezolanos».
El 2 de abril de 2024 Petro calificó de «golpe democrático» la inhabilitación a María Corina Machado. El 10 de abril Maduro y Petro se reunieron.
Petro propuso un acuerdo de garantías democráticas entre el gobierno y la oposición; el canciller colombiano Luis Gilberto Murillo expresó la intención del gobierno colombiano de garantizar que Venezuela pudiera tener una «transición tranquila» después de las elecciones. El expresidente Diosdado Cabello le respondió: «¿Quién lo mandó a usted a declarar eso? ¿Su presidente de Colombia o su presidente de Estados Unidos? ¿Para quién trabaja usted? ¿Quién le da derecho a usted a hablar de transición en Venezuela?», señalando que la única transición que llegaría a Venezuela sería «la transición al socialismo». Colombia no respondió oficialmente a Cabello, sin embargo, al ser interrogado sobre este tema, Murillo definió «A palabras necias, oídos sordos».
A la exvicepresidenta colombiana Marta Lucía Ramírez, quien iba a ser observadora internacional en las elecciones presidenciales de 2024, le fue impedido viajar al país desde Panamá el 26 de julio de ese año, bloqueando el espacio aéreo venezolano a su avión, donde iban junto a otros expresidentes latinoamericanos y demás pasajeros corrientes, por lo que se bajó junto a estos, para que el avión pudiera viajar sin restricciones.
El canciller Luis Gilberto Murillo declaró que «Hacemos un llamado para que, a la mayor brevedad, se proceda con el conteo total de los votos, su verificación y auditoría de carácter independiente», pidiendo «despejar cualquier duda sobre los resultados». El expresidente Andrés Pastrana declaró, por su parte: «¡En Venezuela no hubo un fraude electoral, sino un Golpe de Estado al desconocer la voluntad popular!». El 15 de agosto Petro propuso un plan basado en la experiencia del Frente Nacional colombiano: «Levantamiento de todas las sanciones contra Venezuela. Amnistía general nacional e internacional. Garantías totales a la acción política. Gobierno de cohabitación transitorio. Nuevas elecciones libres». El 24 de agosto los gobiernos de Colombia y Brasil publicaron en un comunicado conjunto que la credibilidad del proceso electoral «sólo podrá restablecerse mediante la publicación transparente de datos desglosados y verificables» y pidieron a Estados Unidos el levantamiento de las sanciones económicas.

### Costa Rica
Al expresidente costarricense Miguel Ángel Rodríguez, quien iba a ser observador internacional en las elecciones presidenciales de 2024, le fue impedido viajar al país desde Panamá el 26 de julio de ese año, bloqueando el espacio aéreo venezolano a su avión, donde iba junto a otros expresidentes latinoamericanos y demás pasajeros corrientes, por lo que se bajó junto a estos, para que el avión pudiera viajar sin restricciones.
Tras las elecciones presidenciales, la Cancillería de Costa Rica emitió un comunicado junto a los cancilleres de Argentina, Ecuador, Panamá, Paraguay, Perú y Uruguay, pidiendo garantías de que el gobierno respetaría el resultado de las elecciones.
Tras las elecciones venezolanas, el presidente Rodrigo Chaves declaró que «El gobierno de Costa Rica repudia categóricamente la proclamación de Nicolás Maduro como presidente de la República Bolivariana de Venezuela, la cual consideramos fraudulenta». El 29 de julio el gobierno de Maduro ordenó la expulsión del país del personal diplomático de la Embajada costarricense en Venezuela. La Internacional Socialista condenó la expulsión del cuerpo diplomático costarricense. El 31 de julio Costa Rica le ofreció asilo político a Edmundo González Urrutia y María Corina Machado, líderes de la oposición al gobierno, opción que agradecieron, declinándola.
El 2 de agosto de 2024, el gobierno de Chaves reconoció a Edmundo González Urrutia como presidente electo. Tras la sentencia del TSJ el 22 de agosto avalando la victoria de Nicolás Maduro para su tercer periodo, los gobiernos de Argentina, Chile, Costa Rica, Ecuador, Estados Unidos, Guatemala, Panamá́, Paraguay, Perú, República Dominicana y Uruguay emitieron un comunicado al día siguiente rechazando la sentencia.

### Ecuador

#### Gobierno de Lenin Moreno
En 2018, después de que Jorge Rodríguez llamara «mentiroso» al presidente Lenín Moreno y lo acusara de «inflar» las cifras de emigrantes venezolanos, a la embajadora venezolana Carol Delgado se le dieron 72 horas para abandonar el país, lo que fue correspondido en Venezuela con la expulsión de la encargada de negocios de Ecuador.
En 2019 Lenín Moreno acusó al expresidente Rafael Correa y a Nicolás Maduro de conspirar en su contra y de estar detrás del estallido social en Ecuador supuestamente, calificándolo como un «intento de golpe de Estado». Tras esto, Correa aclaró que había estado en Venezuela trabajando como consultor del gobierno de Maduro.

#### Gobierno de Daniel Noboa
En abril de 2024, tras el asalto del gobierno de Daniel Noboa a la embajada de México en Ecuador el gobierno de Maduro anunció el cierre de la embajada de Venezuela en Ecuador, así como sus consulados en el país. El 18 de julio de 2024 Maduro acusó a Noboa de estar detrás de un supuesto plan para suspender las elecciones presidenciales en Venezuela.
Tras las elecciones presidenciales venezolanas, la Cancillería ecuatoriana emitió un comunicado junto a los cancilleres de Argentina, Costa Rica, Panamá, Paraguay, Perú y Uruguay, pidiendo garantías de que el gobierno respetaría el resultado de las elecciones.
La Cancillería ecuatoriana rechazó los resultados que daban ganador a Maduro por su «falta de transparencia»; pues para el país «la falta de garantías» en el proceso de escrutinio «deslegitima y vicia los resultados de las elecciones». El presidente Noboa declaró que le pidió a su canciller Gabriela Sommerfeld que convocara al Consejo Permanente de la OEA para tratar la «delicada situación que vive Venezuela», añadiendo que ese era «el peligro de la dictadura». El 2 de agosto, el gobierno de Noboa reconoció como presidente electo a Edmundo González Urrutia. Tras la sentencia del TSJ el 22 de agosto avalando la victoria de Nicolás Maduro para su tercer periodo, los gobiernos de Argentina, Chile, Costa Rica, Ecuador, Estados Unidos, Guatemala, Panamá́, Paraguay, Perú, República Dominicana y Uruguay emitieron un comunicado al día siguiente rechazando la sentencia.

### El Salvador

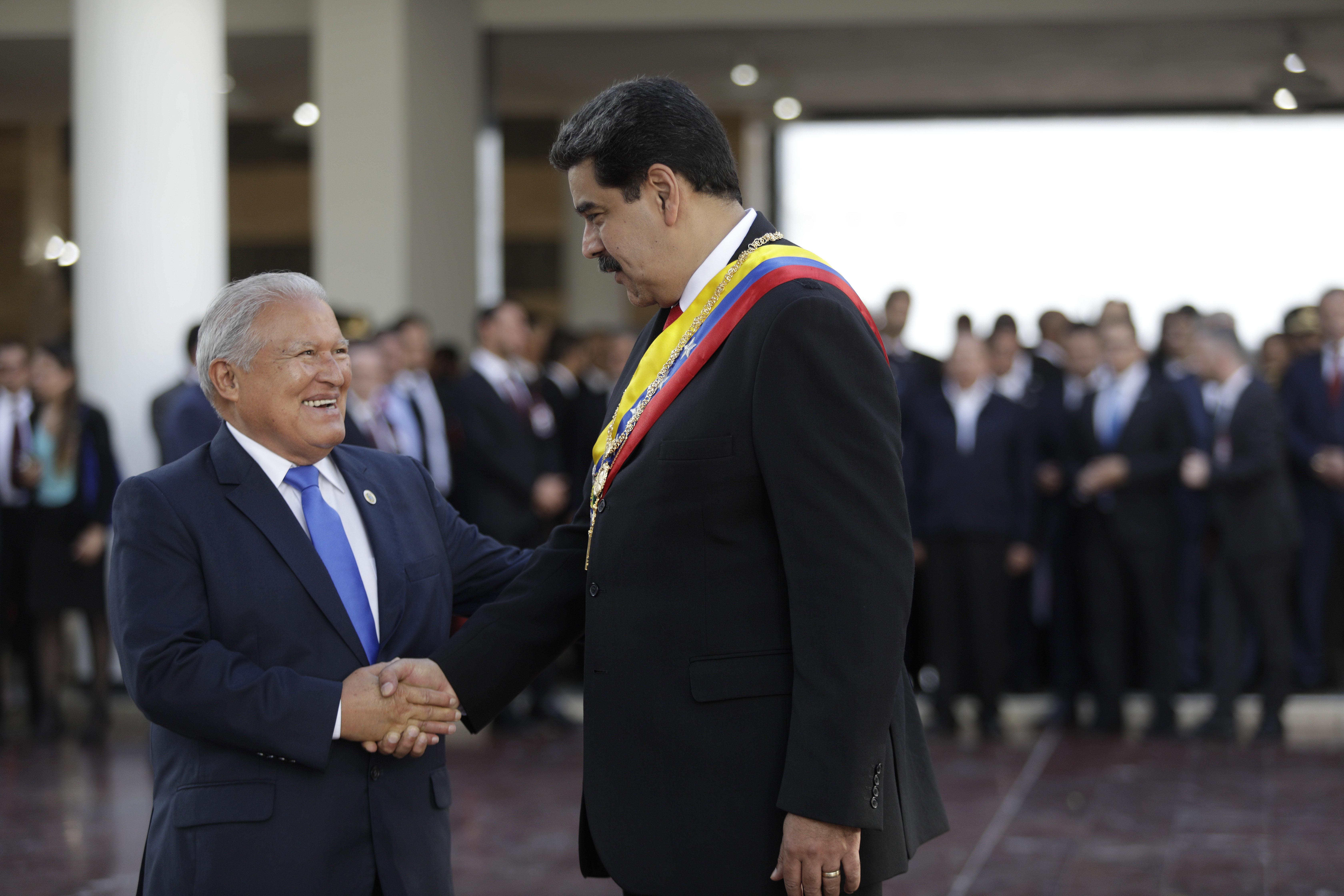
Nicolás Maduro y Salvador Sánchez Cerén en 2019.

Nicolás Maduro expulsó el cuerpo diplomático salvadoreño, lo que fue correspondido por el presidente Nayib Bukele con la expulsión de todos los representantes de la embajada venezolana en el país.

### Estados Unidos

#### Gobierno de Barack Obama

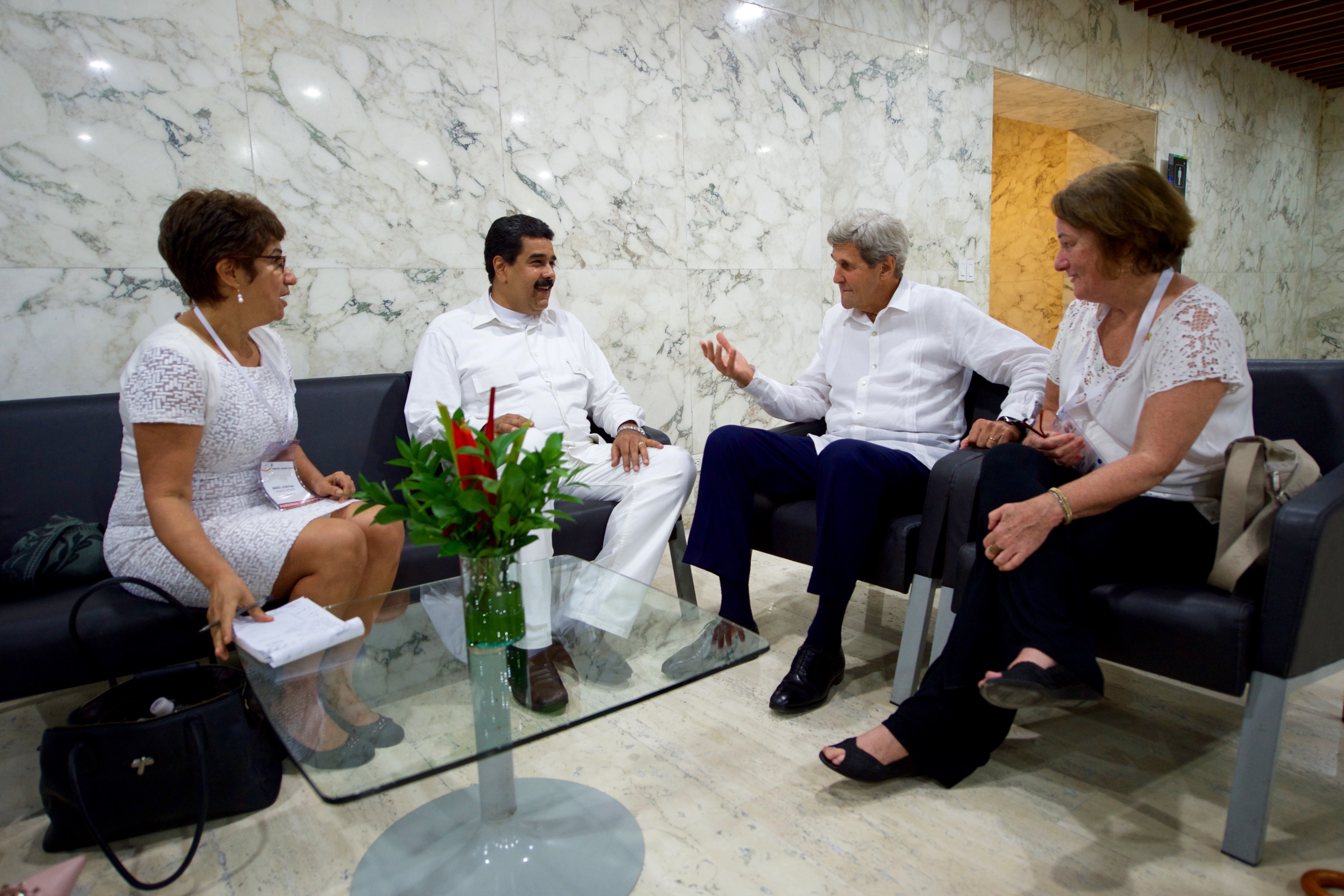
El entonces secretario de Estado John Kerry y Nicolás Maduro.

La Ley de defensa de derechos humanos y de la sociedad civil de Venezuela de 2014  (S. 2142) (en inglés, Venezuela Defense of Human Rights and Civil Society Act of 2014) es una ley aprobada en Estados Unidos y usada para imponer sanciones específicas a determinados individuos en Venezuela que fueron responsables, según el gobierno de Estados Unidos, de violaciones de los derechos humanos durante las manifestaciones antigubernamentales de 2014 en dicho país. El proyecto fue presentado por el senador Robert Menendez el 13 de marzo de 2014.  Fue entonces aprobada por el Senado el 7 de diciembre de 2014 y posteriormente aprobado por la Cámara de Representantes el 10 de diciembre de 2014 donde posteriormente se convirtió en ley por el presidente Barack Obama. El 18 de diciembre de 2014, el presidente Obama firmó el proyecto de ley.

#### Gobierno de Donald Trump
El 19 de mayo de 2017, el Departamento del Tesoro de Estados Unidos sancionó a Maikel Moreno junto a los siete miembros de la Sala Constitucional por considerar que habían usurpado las funciones de la Asamblea Nacional y que permitieron a Nicolás Maduro gobernar a través de un decreto de emergencia. Entre las sanciones estuvieron la congelación de todos los bienes que los sancionados podían tener en Estados Unidos, la prohibición para ciudadanos e instituciones estadounidenses de realizar cualquier tipo de transacción con ellos y la prohibición de entrada al país.
El 19 de marzo de 2018, el presidente Donald Trump firmó una orden que impide a los ciudadanos estadounidenses y a las personas dentro del territorio de los Estados Unidos, a realizar transacciones con cualquier tipo de moneda digital emitida por, para o en nombre del gobierno de Venezuela. La orden ejecutiva de Trump hacía referencia al petro y prohíbe todas las transacciones relacionadas con la misma a partir del 9 de enero de 2018.
Venezuela rompió relaciones diplomáticas con Estados Unidos el 23 de enero de 2019 después de que el país reconociera a Juan Guiadó como presidente, acusando a Washington de impulsar planes para desestabilizar el gobierno de Maduro y forzar su derrocamiento. Donald Trump mencionó la posibilidad de una intervención en Venezuela en varias ocasiones, que tuvieron amplia repercusión mediática.

#### Gobierno de Joe Biden
En 2022 se llevaron a cabo negociaciones entre ambos países que terminaron con la liberación de los directivos de Citgo detenidos en Venezuela y la liberación de los sobrinos de Cilia Flores, primera dama, Franqui Flores y su primo Efraín Castro Flores, quienes estaban bajo arresto por 18 años tras una condena por narcotráfico. En noviembre de ese año el secretario de Estado Antony Blinken negoció la flexibilización de las sanciones y la ampliación de las operaciones de Chevron en Venezuela.
En 2023 Maduro le pidió al gobierno de Joe Biden reanudar relaciones, pero esto no sucedió.
Un avión venezolano Boeing 747 en Argentina fue decomisado y entregado a Estados Unidos en 2024 debido a que, según el Departamento de Justicia de Estados Unidos había sido vendido por la compañía iraní Mahan Air, que está sancionada por la justicia estadounidense.
Tras los resultados de las elecciones presidenciales de 2024, el secretario de Estado Antony Blinken declaró que «tenemos serias preocupaciones de que los resultados anunciados no reflejen la voluntad ni los votos del pueblo venezolano... la comunidad internacional está observando esto muy de cerca y responderá en consecuencia». Anthony Blinken declaró el 1 de agosto: «Dada la abrumadora evidencia, está claro para Estados Unidos y, lo que es más importante, para el pueblo venezolano, que Edmundo González Urrutia obtuvo el mayor número de votos en las elecciones», manifestando su deseo de que los partidos venezolanos lograran una «transición pacífica». Tras la sentencia del TSJ el 22 de agosto avalando la victoria de Nicolás Maduro para su tercer periodo, los gobiernos de Argentina, Chile, Costa Rica, Ecuador, Estados Unidos, Guatemala, Panamá́, Paraguay, Perú, República Dominicana y Uruguay emitieron un comunicado al día siguiente rechazando la sentencia.
El 2 de septiembre de 2024 el avión presidencial venezolano fue decomisado en República Dominicana y llevado a Estados Unidos por orden de las autoridades estadounidenses, quienes alegaron que fue comprado de manera ilegal a través de una empresa fantasma y sacada del país por contrabando.

### Guatemala
El presidente Alejandro Giammattei cerró la embajada de Guatemala en Caracas en 2020 y rompió relaciones diplomáticas con el gobierno de Nicolás Maduro.
Tras los resultados de las elecciones presidenciales de 2024, el presidente Bernardo Arévalo escribió en la red social X que «Venezuela «merece resultados (electorales) transparentes, certeros y apegados a la voluntad de su pueblo» y que «recibimos con muchas dudas los resultados anunciados por el CNE. Por eso, son imprescindibles los informes de las misiones de observación electoral, que hoy más que nunca, deben defender el voto de los venezolanos». Tras la sentencia del TSJ el 22 de agosto avalando la victoria de Nicolás Maduro para su tercer periodo, los gobiernos de Argentina, Chile, Costa Rica, Ecuador, Estados Unidos, Guatemala, Panamá́, Paraguay, Perú, República Dominicana y Uruguay emitieron un comunicado al día siguiente rechazando la sentencia.

### Guyana
La crisis de la Guayana Esequiba fue un conflicto diplomático que inició el 1 de noviembre de 2023 entre Guyana y Venezuela, relativa a la disputa territorial sobre la Guayana Esequiba, que se encuentra bajo control por la primera.
Tras la concesión a varias petroleras, entre esas, ExxonMobil, para la explotación de hidrocarburos en aguas reclamadas por Venezuela, el gobierno de Maduro convocó a un referéndum en Venezuela en el que se preguntó si la región debía convertirse oficialmente en un Estado de Venezuela y su población en ciudadanos, entre otras cuestiones. Aunque se informó que la participación fue baja, el Gobierno venezolano declaró que los resultados mostraban un apoyo abrumador a dicha acción. Venezuela tomó entonces medidas adicionales para hacer valer su reclamo, como la publicación de mapas que mostraban el territorio anexado al país y el anuncio de planes para desarrollar la región.
En respuesta a las acciones de Venezuela, otros países apoyaron la posición de Guyana, incluidos Brasil, el Reino Unido y Estados Unidos. Brasil envió tropas a su frontera con la región y Estados Unidos realizó ejercicios militares con Guyana. La Corte Internacional de Justicia (CIJ) advirtió a Venezuela que no tome ninguna acción directa en la región, ya que el juicio está programado para principios de 2024 y el grupo regional Mercosur instó a las partes a encontrar una solución pacífica.

### Honduras
En 2019 Honduras retiró al encargado de negocios en Caracas y reconoció a Juan Guaidó como presidente. Ambos países rompieron relaciones hasta 2022, cuando fueron reanudadas. El gobierno de Xiomara Castro reconoció a Nicolás Maduro como ganador de las elecciones presidenciales de 2024, felicitándolo.

### México

#### Gobierno de Enrique Peña Nieto
Después de la elección del presidente Maduro en abril de 2013, el gobierno de Enrique Peña Nieto ha enfatizado aún más los estrechos vínculos entre ambos países y la voluntad de superar las diferencias en cuanto a estructuras políticas. Sin embargo, en enero de 2015, Maduro acusó al expresidente mexicano Felipe Calderón Hinojosa (predecesor de Peña Nieto) de conspirar con la oposición venezolana para derrocar su gobierno. En 2017, Maduro mostró su apoyo a Peña Nieto durante la crisis diplomática con el gobierno de Donald Trump a raíz de temas como el muro fronterizo y las renegociaciones del TLCAN.

#### Gobierno de Andrés Manuel López Obrador
Tras la victoria de Andrés Manuel López Obrador en julio de 2018, el presidente Maduro llegó a México para asistir a la toma de posesión en diciembre de ese mismo año. El 23 de enero de 2019, el gobierno de López Obrador reiteró la postura tradicional de no intervención de México en los asuntos de otros países, dando su respaldo al gobierno de Maduro negándose a reconocer a Juan Guaidó como presidente de Venezuela.
Al expresidente Vicente Fox, quien iba a ser observador internacional en las elecciones presidenciales venezolanas, le fue impedido viajar al país desde Panamá el 26 de julio de ese año, bloqueando el espacio aéreo venezolano a su avión, donde iba junto a otros expresidentes latinoamericanos y demás pasajeros corrientes, por lo que se bajó junto a estos para que el avión pudiera viajar sin restricciones.

### Panamá

#### Gobierno de Ricardo Martinelli
En marzo del 2014 Nicolás Maduro anunció la ruptura de relaciones diplomáticas con Panamá, luego de que este último país solicitara al Consejo Permanente de la Organización de Estados Americanos (OEA) convocar una reunión de consulta de los cancilleres sobre la situación de Venezuela.

#### Gobierno de Juan Carlos Varela
Panamá designó a Maduro y otros funcionarios venezolanos como sujetos de «alto riesgo» por blanqueo de capitales. Nicolás Maduro respondió el 5 de abril de 2018 declarando sanciones a empresas panameñas, así como también al presidente de Panamá, Juan Carlos Varela, y otros empresarios. La crisis terminó el 26 de abril cuando Maduro anunció que conversó telefónicamente con Varela y acordaron el regreso de los embajadores y la restitución de la comunicación aérea entre ambos países.

#### Gobierno de José Raúl Mulino
El 26 de julio de 2024 fue le fue impedido viajar desde Panamá a Venezuela un avión de Copa Airlines, bloqueándole el espacio aéreo venezolano debido a la presencia de los expresidentes Mireya Moscoso (Panamá), Vicente Fox (México), Miguel Ángel Rodríguez (Costa Rica) y Jorge Quiroga (Bolivia), y la exvicepresidenta colombiana Marta Lucía Ramírez, quienes iban a ser observadores internacionales en las elecciones presidenciales de 2024. Los políticos se bajaron del avión para que pudiera viajar sin restricciones.
Tras las elecciones presidenciales venezolanas de 2024, la Cancillería panameña emitió un comunicado junto a los cancilleres de Argentina, Costa Rica, Ecuador, Paraguay, Perú y Uruguay, pidiendo garantías de que el gobierno respetaría el resultado de las elecciones. Al día siguiente, el 29 de julio, el presidente Mulino anunció la suspensión de las relaciones entre ambos países, tras desconocer y denunciar irregularidades en torno al anuncio de la victoria presidencial de Maduro. El 29 de julio el gobierno de Maduro ordenó la expulsión del país del personal diplomático de la Embajada panameña en Venezuela. La Internacional Socialista condenó la expulsión del cuerpo diplomático panameño.
El 2 de agosto de 2024 el presidente Mulino anunció que Panamá se unía al reconocimiento de Edmundo González Urrutia como presidente electo. Tras la sentencia del TSJ el 22 de agosto avalando la victoria de Nicolás Maduro para su tercer periodo, los gobiernos de Argentina, Chile, Costa Rica, Ecuador, Estados Unidos, Guatemala, Panamá́, Paraguay, Perú, República Dominicana y Uruguay emitieron un comunicado al día siguiente rechazando la sentencia.

### Paraguay
El 10 de enero de 2019 el gobierno de Mario Abdo Benítez rompió relaciones con Venezuela y el cierre de la embajada paraguaya en Caracas. Las relaciones fueron restablecidas en noviembre de 2023 tras la llegada de Santiago Peña.
Tras las elecciones presidenciales de 2024, la Cancillería paraguaya emitió un comunicado junto a los cancilleres de Argentina, Costa Rica, Ecuador, Panamá, Perú y Uruguay, pidiendo garantías de que el gobierno respetaría el resultado de las elecciones.

### Perú
El gobierno de Nicolás Maduro y el de Dina Boluarte tuvieron roces diplomáticos después de que la Policía Nacional del Perú lastimara a miembros del equipo de fútbol de Venezuela en el partido entre ambos países ocurrido en Lima de 2023 y se le negara cargar combustible al avión del equipo de fútbol venezolano por varias horas sin ningún motivo aparente.
Tras las elecciones presidenciales, la Cancillería peruana emitió un comunicado junto a los cancilleres de Argentina, Costa Rica, Ecuador, Panamá, Paraguay y Uruguay, pidiendo garantías de que el gobierno respetaría el resultado de las elecciones.
Después de los resultados de las elecciones presidenciales de 2024, el canciller peruano, Javier González-Olaechea, declaró que Perú «no aceptará la violación de la voluntad popular del pueblo venezolano», desconociendo estos. El 29 de julio el gobierno de Maduro ordenó la expulsión del país del personal diplomático de la Embajada peruana en Venezuela. La Internacional Socialista condenó la expulsión del cuerpo diplomático peruano. Tras los resultados divulgados por la Plataforma de la Unidad Democrática, que contradicen los del CNE, Perú reconoció como presidente electo a Edmundo González Urrutia. Tras la sentencia del TSJ el 22 de agosto avalando la victoria de Nicolás Maduro para su tercer periodo, los gobiernos de Argentina, Chile, Costa Rica, Ecuador, Estados Unidos, Guatemala, Panamá́, Paraguay, Perú, República Dominicana y Uruguay emitieron un comunicado al día siguiente rechazando la sentencia.

### República Dominicana
Tras las elecciones presidenciales de 2024, la Cancillería dominicana se sumó a un comunicado junto a los cancilleres de Argentina, Costa Rica, Ecuador, Panamá, Paraguay, Perú y Uruguay, pidiendo garantías de que el gobierno respetaría el resultado de las elecciones. El 29 de julio el gobierno de Maduro ordenó la expulsión del país del personal diplomático de la Embajada dominicana en Venezuela. La Internacional Socialista condenó la expulsión del cuerpo diplomático dominicano. Tras la sentencia del TSJ el 22 de agosto avalando la victoria de Nicolás Maduro para su tercer periodo, los gobiernos de Argentina, Chile, Costa Rica, Ecuador, Estados Unidos, Guatemala, Panamá́, Paraguay, Perú, República Dominicana y Uruguay emitieron un comunicado al día siguiente rechazando la sentencia.
El 2 de septiembre de 2024 el avión presidencial venezolano fue decomisado en República Dominicana y llevado a Estados Unidos por orden de las autoridades estadounidenses, quienes alegaron que fue comprado de manera ilegal a través de una empresa fantasma y sacada del país por contrabando.

### Uruguay
El 13 de febrero de 2024 el presidente Luis Lacalle Pou dijo que «rompe los ojos» el hecho de que en Venezuela «hay una dictadura». El 17 de febrero, el expresidente José Mujica declaró: «El de Venezuela es un gobierno autoritario, (a Maduro) se lo puede llamar dictador».
Tras las elecciones presidenciales de 2024, la Cancillería uruguaya emitió un comunicado junto a los cancilleres de Argentina, Costa Rica, Ecuador, Panamá, Paraguay y Perú, pidiendo garantías de que el gobierno respetaría el resultado de las elecciones. Tras los resultados, el presidente Luis Lacalle Pou declaró que «El proceso hasta el día de la elección y el del escrutinio claramente estuvo viciado. No se puede reconocer un triunfo si no se confía en la forma y los mecanismos utilizados para llegar a él» y que no reconocería los resultados del CNE que daban ganador a Nicolás Maduro. El 29 de julio el gobierno de Maduro ordenó la expulsión del país del personal diplomático de la Embajada uruguaya en Venezuela. La Internacional Socialista condenó los hechos. El 2 de agosto, el gobierno de Lacalle Pou reconoció a Edmundo González Urrutia como presidente electo. Tras la sentencia del TSJ el 22 de agosto avalando la victoria de Nicolás Maduro para su tercer periodo, los gobiernos de Argentina, Chile, Costa Rica, Ecuador, Estados Unidos, Guatemala, Panamá́, Paraguay, Perú, República Dominicana y Uruguay emitieron un comunicado al día siguiente rechazando la sentencia.

## Asia

### China
A mediados de 2018 el gobierno chino le dio un crédito de 250 millones de dólares al gobierno de Maduro para aumentar la extracción de petróleo, anunciando 5 millones más en septiembre de ese año.
El portavoz de la Cancillería china Lin Jian reconoció a Nicolás Maduro como ganador tras las elecciones presidenciales de 2024, felicitándolo y declarando que China y Venezuela son «buenos amigos y socios que se apoyan mutuamente».

### Irán

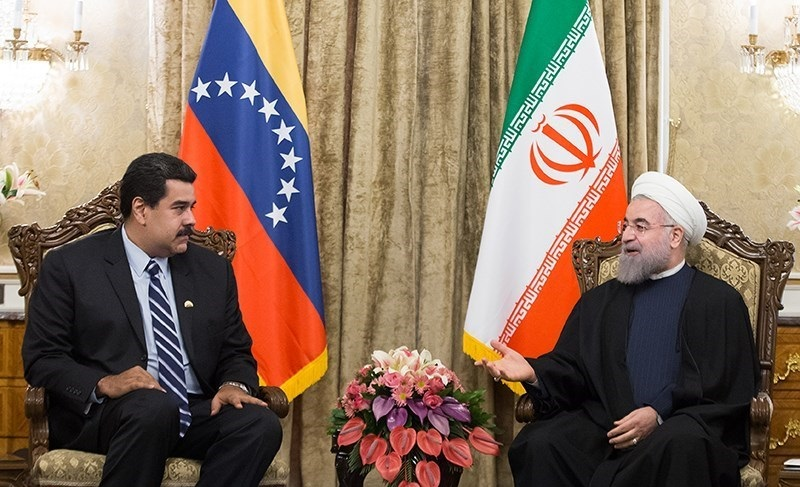
Nicolás Maduro y Hasán Rohaní.

Desde 2020 con la crisis petrolera en Venezuela el gobierno ha recurrido a la importación desde Irán de petróleo e insumos para la refinación. El gobierno de Maduro le entregó la Refinería El Palito través de un convenio el mantenimiento y puesta de producción de la planta en mayo de 2022. En junio de ese año, Nicolás Maduro y Ebrahim Raisi firmaron un convenio de cooperación entre Venezuela e Irán a 20 años. A finales de julio, se reportó que el gobierno cedió un millón de hectáreas cultivables al gobierno de Irán. Esta decisión según la constitución no podía ejecutarse sin la consulta a la población de acuerdo al artículo 13.
El canciller iraní Nasser Kanaani reconoció a Nicolás Maduro como ganador tras las elecciones presidenciales de 2024, felicitándolo.

### Israel y Palestina
En octubre de 2023, Nicolás Maduro coincidió con las declaraciones del secretario de la ONU sobre un «genocidio» en la Franja de Gaza palestina; Chávez también había acusado a Israel de genocidio antes.

### Siria
Nicolás Maduro ha mostrado su apoyo al gobierno de Siria en numerosas oportunidades, oponiéndose a la intervención en el país.

## Europa

### España
El gobierno español reconoció a Juan Guaidó como presidente interino de Venezuela en 2019, manteniendo desde 2020 vacante el cargo para embajador en Venezuela hasta 2022, cuando se nombró un nuevo embajador.

### Francia
Nicolás Maduro finalizó su gira internacional de 2017 en Francia, entrevistándose con el presidente François Hollande.

### Italia
Tras las elecciones presidenciales de 2024 en Venezuela, el canciller italiano, Antonio Tajani declaró: «Tengo muchas dudas sobre el desarrollo regular de las elecciones en Venezuela», pidiendo «resultados que puedan ser verificados».

### Portugal
El incidente entre Portugal y Venezuela de 2020 ocurrió el 30 de marzo cuando el buque guardacostas Naiguatá de la Armada Bolivariana fue hundido en un choque con el crucero de bandera portuguesa RCGS Resolute. El suceso provocó una tensión diplomática entre ambas naciones atlánticas, especialmente porque ocurrió en un área difusa del mar Caribe.

### Rusia

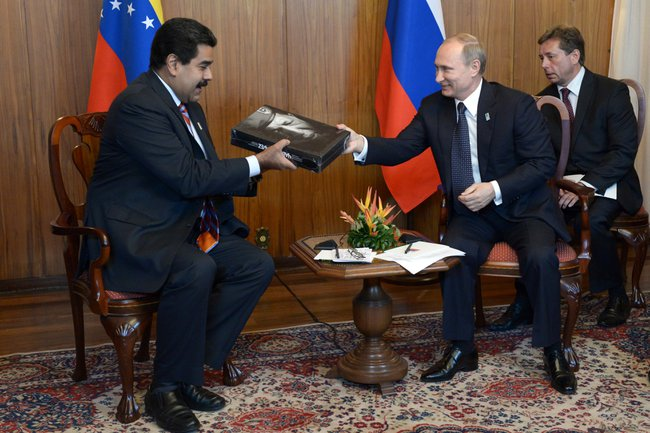
Nicolás Maduro y Vladímir Putin.

En 2015 las empresas rusas comenzaron a liderar la extracción internacional de petróleo en Venezuela, superando a China.
En 2017 la empresa estatal rusa Rosneft le pagó un anticipado a Venezuela de 6 mil millones de dólares por ventas petroleras.
Para 2020 el canal CNBC consideró que el aliado geopolítico principal de Venezuela era Rusia, y la relación latinoamericana «más prominente» de Rusia era con Venezuela.
Debido a la pandemia de COVID-19, se acordó con Rusia a fines de diciembre de 2020 la entrega de 10 millones de unidades de vacunas rusas, empezando por 1,43 millón de la primera dosis; para agosto de 2021 no había llegado la segunda dosis, pese a que se tenía que aplicar la segunda dosis a los 21 días. Rusia respondió que primero tenía que responder a la población rusa que sumaba 140 millones de personas.
En febrero de 2022, Nicolás Maduro expresó su «fuerte apoyo» a Rusia en su invasión a Ucrania en una llamada telefónica con Vladímir Putin y condenó las sanciones naciones occidentales impuestas a Rusia.

## Organismos internacionales

### BRICS
El gobierno de Nicolás Maduro tiene intenciones de adherirse al BRICS.

### Corte Penal Internacional
En febrero de 2018, la Corte Penal Internacional (CPI) abrió un examen preliminar sobre posibles crímenes de lesa humanidad cometidos por autoridades de Venezuela desde al menos abril de 2017 en tiempo de paz. Un examen preliminar había sido abierto en 2006, pero fue cerrado después de concluir que los requisitos para abrir una investigación no se habían cumplido.
En mayo de 2018, un Panel de Expertos Independientes nombrado por la Secretaría General de la Organización de los Estados Americanos (OEA) concluyó existían fundamentos suficientes para sostener que en Venezuela se habían cometido crímenes de lesa humanidad desde al menos el 12 de febrero de 2014, y recomendó que el secretario general de la OEA, Luis Almagro, remitiera el informe y la evidencia recolectada a La Haya y que invitara a los Estados miembros del Estatuto de Roma para que remitieran la situación de Venezuela a la Oficina de la Fiscalía y que solicitaran la apertura de una investigación. El 27 de septiembre, seis Estados miembros del Estatuto de Roma: Argentina, Canadá, Colombia, Chile, Paraguay y Perú, refirieron la situación en Venezuela a la CPI, solicitando la apertura de una investigación.
En septiembre de 2020, la Misión Internacional Independiente de determinación de los hechos sobre Venezuela de las Naciones Unidas concluyó que las violaciones a los derechos humanos en el país consistían crímenes de lesa humanidad. El reporte de 443 páginas califica los delitos cometidos como de lesa humanidad y señala como responsables directos al presidente, Nicolás Maduro, a Diosdado Cabello, a los ministros de Interior Néstor Reverol, y Defensa, Vladimir Padrino López.

### Grupo de Lima
El Grupo de Lima (abreviado en ocasiones como GL), fue una instancia multilateral, que se estableció tras la denominada Declaración de Lima, el 8 de agosto de 2017 en la capital homónima, donde se reunieron representantes de catorce países con el objetivo de dar seguimiento y acompañar a la oposición venezolana para buscar una salida pacífica a la crisis en Venezuela. Entre otras cuestiones, buscaba la liberación de los presos políticos y la celebración de elecciones libres, ofreciendo ayuda humanitaria y criticando la ruptura del orden institucional en el país sudamericano.

### OEA
Minutos después de que Nicolás Maduro prestara juramento, la Organización de Estados Americanos, en una reunión extraordinaria de su Consejo Permanente, aprobó una resolución en la que se declara ilegítimo a Maduro como presidente de Venezuela, instando a que se convocaran nuevas elecciones.

### ONU

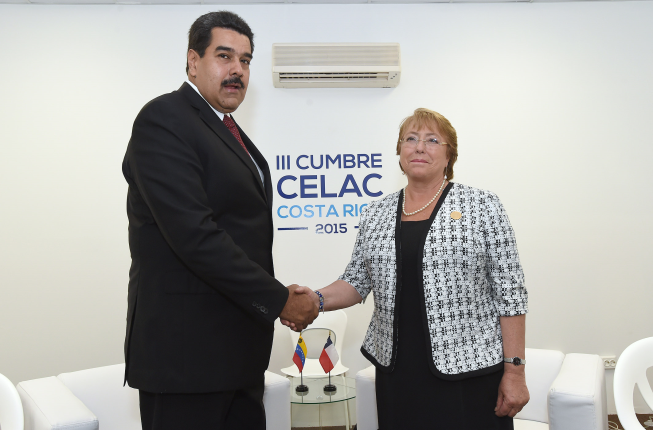
La comisionada de Derechos Humanos de la ONU Michelle Bachelet dirigió una investigación al gobierno de Maduro que llevó a la desarticulación de las FAES.